# Necropoli di Realmese
La necropoli di Realmese è una necropoli preistorica a circa 3 km da Calascibetta in Sicilia.
Il sito si connota per essere di tipo Pantalicano (cioè dello stesso stile della necropoli di Pantalica), con 288 tombe a grotticella in due diverse epoche, infatti una prima fase di utilizzo è datata attorno al IX secolo a.C., mentre in una fase posteriore (VI secolo a.C.) vennero riutilizzate alcune sepolture.
Una prima campagna di scavi venne eseguita negli anni 1949-1950 con l'archeologo Luigi Bernabò Brea che trovò diversi reperti: ceramiche, coltellini, anelli, orecchini e fibule, oggi esposti presso il museo archeologico regionale Paolo Orsi di Siracusa.